# Feans Padel Club
El 'Feans Padel Club' és un club esportiu de la ciutat de La Corunya, Galícia. La seva activitat principal és el pàdel a nivell amateur i de competició.
Va ser fundat en el 2006, sent un dels clubs més importants del Galícia en la pràctica d'aquest esport entre aquells que participen en el torneig de la Lliga Provincial de Pádel.

## Activitats esportives
- L'Escola de Padel situada en Feans Padel Club, que està dirigida pels dos millors jugadors de Galícia: Borja Yribarren i Ignacio Otero Borja i Pio, que s'encarreguen d'organitzar els cursos i les classes.
- Aquest club és l'organitzador del prestigiós torneig de padel el Trofeu Teresa Herrera, que l'última edició va assolir reunir més de 250 parelles inscrites.

## Assoliments esportius
- Lliga Provincial de Pádel Femenina 2007
- Lliga Provincial de Pádel Masculina B 2007
- Millor jugadora de la Lliga Provincial Pádel Marta Muñoz 2008
- Lliga Provincial de Pádel Masculina C 2008

## Instal·lacions
- 4 pistes de pádel de mur
- 3 pistes de pádel de cristall
- 1 pista de pádel de mur
- 1 frontón
- Vestidors
- Estacionament de vehicles
- Recepció